# À la recherche de la Panthère rose
Pour les articles homonymes, voir La Panthère rose (homonymie).
Série
La Malédiction de la Panthère rose
(1978) L'Héritier de la Panthère rose
(1983)
Pour plus de détails, voir Fiche technique et Distribution.
À la recherche de la Panthère rose (Trail of the Pink Panther) est un film américano-britannique réalisé par Blake Edwards et sorti en 1982.
C'est le dernier opus de la série de films mettant en vedette Peter Sellers dans le rôle de l'inspecteur Clouseau. Il constitue la première partie d'un diptyque, qui sera suivi l'année suivante par L'Héritier de la Panthère rose.

## Synopsis
Le fameux diamant la Panthère rose a disparu. L'inspecteur Clouseau, qui a été appelé pour mener l'enquête, disparaît avec son avion. Marie Jouvet, une célèbre journaliste française, va alors tenter de le retrouver.

## Fiche technique
- Titre original : Trail of the Pink Panther
- Titre français : À la recherche de la Panthère rose
- Réalisation : Blake Edwards
- Scénario : Frank Waldman (en) et Tom Waldman (en), Geoffrey Edwards et Blake Edwards
- Direction artistique : Tim Hutchinson, Alan Tomkins (en), John Siddall
- Décors : Peter Mullins
- Costumes : Patricia Edwards, Tiny Nicholls
- Photographie : Dick Bush
- Effets spéciaux : John Evans
- Son : George Rice
- Montage : Alan Jones
- Musique : Henry Mancini
- Production : Blake Edwards et Tony Adams (en) ; Jonathan D. Krane (en) (déléguée) ; Gerald T. Nutting (associée)
- Sociétés de production : Titan Productions, United Artists, Amjo Productions (États-Unis) et Lakeline Productions (Royaume-Uni)
- Sociétés de distribution : United Artists (États-Unis) ; MGM Home Entertainment (Royaume-Uni) ; Les Artistes Associés (France)
- Budget : 12 millions de dollars[réf. nécessaire]
- Pays :  Royaume-Uni /  États-Unis
- Langue : anglais
- Format : Couleur (Technicolor) - 2,35:1 - Format 35 mm - Son stéréo
- Genre : Comédie policière
- Durée : 96 minutes
- Dates de sortie : 
  - Royaume-Uni : 3 décembre 1982
  - États-Unis : 17 décembre 1982
  - France : 2 février 1983

## Distribution
- Peter Sellers (VF : Michel Roux) : l'inspecteur-chef Jacques Clouseau
- Herbert Lom (VF : Pierre Garin) : l'inspecteur-chef Charles Dreyfus
- Joanna Lumley (VF : Béatrice Delfe) : Marie Jouvet
- David Niven (VO : Rich Little, VF : Bernard Dhéran) : Sir Charles Litton
- Capucine (VF : elle-même) : Lady Simone Litton
- Robert Loggia (VF : Alain Dorval) : Bruno Langois
- Harvey Korman (VF : Jacques Balutin) : professeur Auguste Balls
- Burt Kwouk : Kato Fong
- Richard Mulligan : le père de Clouseau
- Graham Stark (VF : Philippe Dumat) : Hercule Lajoy
- Peter Arne : le colonel Bufoni
- André Maranne (VF : lui-même) : le sergent François Duval
- Ronald Fraser : Dr Longet
- Leonard Rossiter : le superintendant Quinlan
- Marne Maitland : le commissaire-adjoint Lasorde
- Denise Crosby : Denise
- William Hootkins (VF : Jacques Ferrière): le chauffeur de taxi
- Julie Andrews : une femme de ménage
- Harold Kasket : le président Sandover Haleesh

## Production
En raison d'une brouille survenue après La Malédiction de la Panthère rose, c'est sans Blake Edwards que Peter Sellers s'attelle au sixième film de la franchise, intitulé Romance of the Pink Panther et dont il coécrit le scénario avec Jim Moloney. La réalisation est confiée à Clive Donner. Mais la mort de l'acteur, d'une crise cardiaque, le 24 juillet 1980, met un terme au projet.
Deux ans après la mort de Sellers, United Artists convainc Edwards de reprendre le flambeau. Plutôt  que de confier le rôle à un autre acteur (Dudley Moore avec qui Edwards vient de tourner Elle est un temps envisagé), Edwards opte pour utiliser des extraits des précédents films ainsi que des scènes coupées au montage dans lesquelles apparaît Peter Sellers, quitte à le faire disparaître par un artifice de scénario au milieu du film. Des plans de coupes tournés par la doublure habituelle de Sellers, John Taylor, sont ajoutés pour raccorder certaines scènes entre elles.
David Niven (Sir Charles Litton), Capucine (Simone Clouseau, désormais Lady Litton), Herbert Lom (l'inspecteur-chef Dreyfus), André Maranne (François Duval) et Burt Kwouk (Kato) retrouvent leurs rôles. De même pour Leonard Rossiter, Robert Loggia, Peter Arne.
Graham Stark quant à lui incarne à nouveau Hercule Lajoy (Quand l'inspecteur s'emmêle), alors que le rôle du professeur Auguste Balls qu'il jouait dans le film La Malédiction de la Panthère rose, est cette fois tenu par Harvey Korman. Il s'agit en fait de scènes de Quand l'inspecteur s' emmêle coupées au montage et tournées de nouveau avec Graham Stark.

## Accueil
Le film est un échec au box-office. De plus, la veuve de Peter Sellers intente un procès aux producteurs, réclamant trois millions de dollars pour avoir utilisé sans autorisation l'image de son époux (elle se verra finalement accorder un million en 1985).

## Autour du film
- Les extraits repris des films précédents ont été entièrement repostsynchronisés (puis redoublés en français). David Niven, dont la voix s'est considérablement affaiblie en raison de la maladie de Charcot qui l'emportera quelques mois plus tard, est quant à lui doublé en version originale par l'imitateur Rich Little[6].
- Le film est dédié par Blake Edwards à Peter Sellers, « the one and only Inspector Clouseau » (« le seul et unique inspecteur Clouseau »).

## Place dans la série
Ce film est le sixième d'une série de huit films réalisés par Blake Edwards :
1. La Panthère rose (1963)
2. Quand l'inspecteur s'emmêle (1964)
3. Le Retour de la Panthère rose (1975)
4. Quand la Panthère rose s'emmêle (1976)
5. La Malédiction de la Panthère rose (1978)
6. À la recherche de la Panthère rose (1982)
7. L'Héritier de la Panthère rose (1983)
8. Le Fils de la Panthère rose (1993)